# دينوتيرب
دينوتيرب (بالإنجليزية: Dinoterb)‏ هو مركب كيميائي يستخدم كمبيد للأعشاب.